# Ibolya Csák
Ibolya Csák, madžarska atletinja, * 6. januar 1915, Budimpešta, † 9. februar 2006, Budimpešta.
Nastopila je na poletnih olimpijskih igrah leta 1936, kjer je osvojila naslov olimpijske prvakinje v skoku v višino. Leta 1938 je v isti disciplini dosegla še naslov evropske prvakinje. Med letoma 1933 in 1939 je sedemkrat zapored postala madžarska državna prvakinja v skoku v višino, dvakrat tudi v skoku v daljino.